# Le Tâtre
Le Tâtre – miejscowość i gmina we Francji, w regionie Nowa Akwitania, w departamencie Charente.
Według danych na rok 1990 gminę zamieszkiwało 329 osób, a gęstość zaludnienia wynosiła 54 osób/km² (wśród 1467 gmin regionu Poitou-Charentes Le Tâtre plasuje się na 689. miejscu pod względem liczby ludności, natomiast pod względem powierzchni na miejscu 1029.).